# Dietrich Remy
Dietrich Remy (* 16. Mai 1918 in Frankfurt am Main; † 9. Januar 2007 in Bremen) war ein deutscher Internist.

## Leben
Nachdem Dietrich Remy 1937 am Gymnasium in Lüneburg das Abitur erlangt hatte, studierte er an den Universitäten Bonn, Berlin, München, Graz und Göttingen sowie der Medizinischen Akademie Düsseldorf Medizin. 1941 wurde er wie schon sein Vater und Großvater Mitglied des damals offiziell aufgelösten und nur im Geheimen weiterbestehenden Corps Rhenania Bonn. 1943 legte er das Staatsexamen ab und wurde zum Dr. med. promoviert. Am Zweiten Weltkrieg nahm er als Unterarzt der Reserve teil. Zunächst Assistenzarzt in Lüneburg, wechselte er 1947 an das Universitätsklinikum Hamburg-Eppendorf. 1954 wurde er zum Oberarzt an der Medizinischen Klinik des Städtischen Krankenhauses Bremen ernannt. 1955 kehrte er an die Eppendorfer Klinik zurück. 1957 habilitierte er sich an der Universität Hamburg im Fach Innere Medizin. 1958 wurde er zum Oberarzt ernannt.
Als Professor wurde Remy 1962 zum Direktor der Medizinischen Klinik des Zentralkrankenhauses Bremen-Mitte. Remy wandelte die Medizinische Klinik in ein wissenschaftlich orientiertes Klinikum mit drei selbständigen Medizinischen Kliniken um. Er selbst übernahm die Leitung Medizinische Klinik I, zuständig für Hämatologie, Onkologie und Infektionskrankheiten, der er bis zu seiner Pensionierung 1983 vorstand.
Neben seiner Krankenhaustätigkeit lehrte Remy an den Universitäten Hamburg, Bremen und Göttingen Innere Medizin.
Remy war Mitglied des Senats für ärztliche Fortbildung der Bundesärztekammer und Fortbildungsbeauftragter der Ärztekammer Bremen. Weiterhin war er Vorsitzender des Ärztlichen Vereins zu Bremen, Vorstandsmitglied des Berufsverbandes Deutscher Internisten und Ausschussmitglied der Deutschen Gesellschaft für Innere Medizin.

## Schriften
- Untersuchungen über das Veritol bei der essentiellen Thrombopenie, 1943
- Über die Abwanderungsgeschwindigkeit des Eisens nach intravenösen Eisen III-Gaben. In: Klinische Wochenschrift, Band 31. 1. Juli 1953, Volume 31, Heft 25–26, S. 608–612 (Zusammen mit Hans Goldeck)
- Über Eigenschaften leukaemischer Blutzellen, 1956
- Die alkalische Leukocytenphosphatase in der Differentialdiagnose hämatologischer Erkrankungen. In: Klinische Wochenschrift, Band 38, 1. Januar 1960, Heft 1, S. 26 f. (Zusammen mit Ernst Koch)
- Die natürlichen Abwehrkräfte des Organismus. In: Jahrbuch der Wittheit zu Bremen, Band 9, 1965, S. 159 ff.
- Medizin und Technik. In: Jahrbuch der Wittheit zu Bremen, Band 18, 1974, S. 133 ff.
- Die Stellung der Heilkunde im Wissenschaftssystem der Gegenwart. In: Jahrbuch der Wittheit zu Bremen, Band 19, 1975, S. 103 ff.
- Die Todesproblematik in der Medizin. In: Jahrbuch der Wittheit zu Bremen, Band 21, 1977, S. 43 ff.